# فرشته هجدهم
فرشته هجدهم (به انگلیسی: The Eighteenth Angel) فیلمی محصول سال ۱۹۹۷ و به کارگردانی ویلیام بندلی است. در این فیلم بازیگرانی همچون کریستوفر مک‌دونالد، ریچل لی کوک، استنلی توچی، وندی کروسون و ماکسیمیلیان شل ایفای نقش کرده‌اند.